# Antonio Folletto
Antonio Folletto, né le 16 février 1988 à Naples, est un acteur italien. Il est l’époux de l’actrice et modèle Matilda Lutz,.

## Biographie
Antonio Folletto est diplômé de l'Académie Nationale d'Art Dramatique Silvio D'Amico et acquiert une expérience d'acteur grâce à sa participation à de nombreuses représentations théâtrales et diverses productions télévisées. En 2012, il participe à la distribution de la mini-série de Rai 1  Terra rebelle dans le rôle du lieutenant Edoardo Belmonte. En 2015, il joue aux côtés de Juliette Binoche dans le film L’Attente de Piero Messina, dans le film TV de la Rai Sotto copertura de Giulio Manfredonia et dans  Limbo de Lucio Pellegrini (it). En 2016, il est parmi les rôles principaux de la deuxième saison de Gomorra, la série télévisée de Stefano Sollima dans le rôle de « 'o Principe ». Il est choisi par Carlo Carlei pour la série de la Rai I bastardi di Pizzofalcone. En 2023, il incarne Fiorenzo dans SottoCoperta, une comédie romantique de Simona Cocozza.

## Filmographie partielle
- 2016 : Gomorra (série TV).
- 2015 : L'Attente L'Attesa de Piero Messina
- 2018 :  Capri-Revolution de  Mario Martone.